# لشکر دویست و شصت و سوم پیاده‌نظام (ورماخت)
لشکر دویست و شصت و سوم پیاده‌نظام (به آلمانی: 263. Infantrie-Division) یکی از لشکرهای پیاده‌نظام نیروی زمینی آلمان در دوره رایش سوم بود که در جنگ جهانی دوم به عملیات پرداخت.

## تاریخچه عملیاتی

### شوروی
لشکر دویست و شصت و سوم پیاده‌نظام در جریان عملیات بارباروسا، در نبردهای ناحیه یلنیا در ماه اوت سال ۱۹۴۱ در عرض یک هفته متحمل حدود ۱۲۰۰ تن تلفات شد.

## کتابشناسی
- Stahel, David (2013). Operation Typhoon: Hitler's March On Moscow, October 1941. Cambridge university press. ISBN 978-1-107-03512-6.